# Wittighäuser Tunnel
Der Wittighäuser Tunnel, auch Wittighausener Tunnel, ist ein Eisenbahntunnel der Frankenbahn bei Wittighausen im Main-Tauber-Kreis in Baden-Württemberg. Die Länge des Tunnels beträgt 138 Meter. Er steht als Teil der Sachgesamtheit „Badische Odenwaldbahn“ unter Denkmalschutz.

## Lage
Der Eisenbahntunnel führt durch den Urbansberg beim Wittighäuser Ortsteil Unterwittighausen. Nach dem Südportal (Lage) führt die Strecke in Richtung Zimmern sowie Grünsfeld und nach dem Nordportal (Lage) folgt unmittelbar der ehemalige Bahnhof Wittighausen und heutige Haltepunkt Wittighausen. Beide Tunnelportale befinden sich auf der Gemarkung von Unterwittighausen.

## Geschichte
Im Oktober 2018 begannen die Erneuerungsarbeiten im Wittighäuser Tunnel, welche durch eine Aufweitung des Tunnelquerschnitts auch eine Begegnung von modernen Güterzügen ermöglichen. Die Bauarbeiten sollten ursprünglich bis im Dezember 2019 abgeschlossen werden, wobei der erneuerte Tunnel bereits am 11. September 2019 in Betrieb genommen wurde. Während der Hauptbauphase war der betroffene Streckenabschnitt voll gesperrt.